# 西方航空 (澳洲)
西方航空（英語：Flight West Airlines）是一家澳大利亚地区性航空公司，总部位于昆士兰州布里斯班。它成立于1987年5月，主要在昆士兰州运营。该航空公司于2001年6月19日进入自愿清算，在2002年4月被澳洲聯盟航空的母公司昆士兰航空控股公司收购。

## 历史

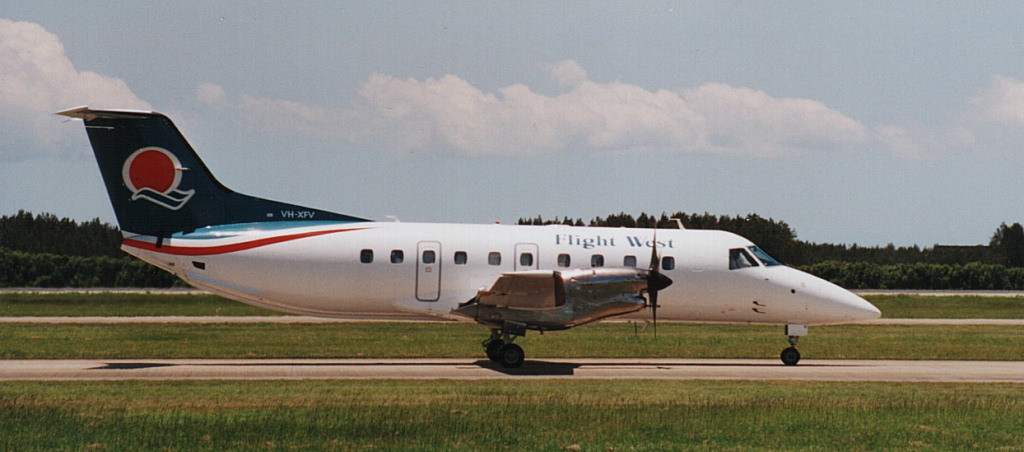
1999年12月在布里斯班机场的EMB-120。

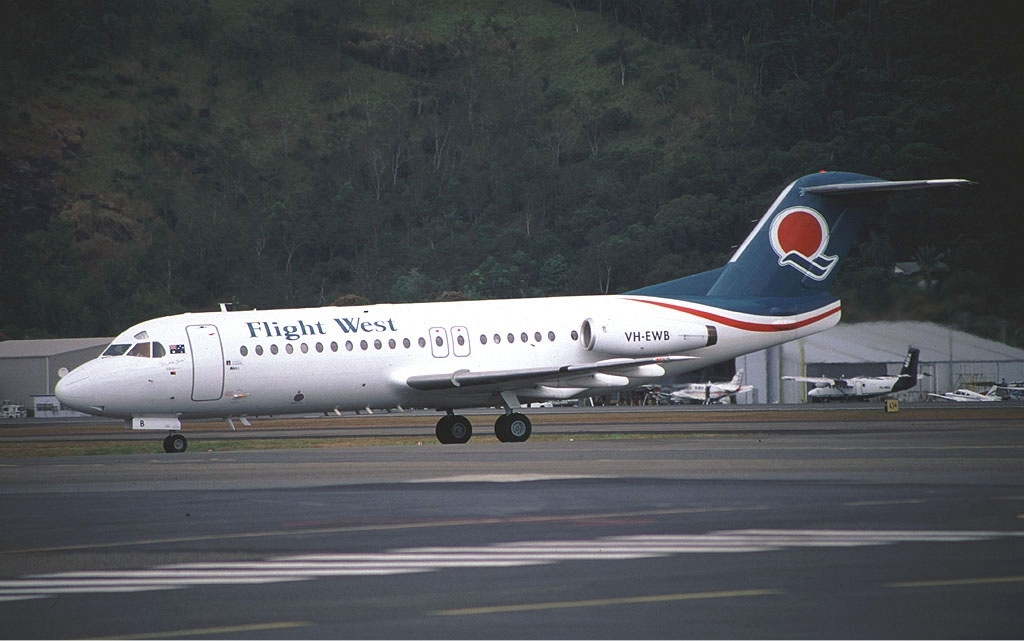
1997年自澳洲安捷航空購入的福克F28，攝於2000年7月

西方航空由丹尼斯·布坎南（Dennis Buchanan）MBE于1987年成立，旨在在昆士蘭州政府的補助下營運州內偏遠地區的運輸服務。
最初，该航空公司在布里斯班的一个基地使用比奇飛機公司 Super King Air飞机提供服务。爾后，公司迅速扩展，為機隊增加了DHC-6双水獭和EMB-110等機型，同時也在凯恩斯建立了第二个服務基地。它很快就為整个昆士兰地区營運最广泛的航线网络。
它利用位于布里斯班、汤斯维尔和凯恩斯的基地，为整个州的主要城市和小型地区社区提供服务，包括约克角半岛和托雷斯海峡等主要沿海城市和岛屿以及昆士兰州西部城镇的社区。
该航空公司隶属但独立于澳洲安捷航空公司，后者于2001年9月14日停止运营。在2001年6月进入清算前，西方航空为34个目的地提供服务，雇用了420多名员工。